# Spilosoma bipartita
Spilosoma bipartita là một loài bướm đêm thuộc phân họ Arctiinae, họ Erebidae.